# Woody Strode
Woody Strode (født 25. juli 1914 i Californien, USA, død 31. december 1994) var en amerikansk skuespiller. Han var kendt som Draba i Spartacus fra (1960), Braxton Rutledge i Captain Buffalo fra (1960), og Stony i Vestens hårde halse fra (1968).